# Pete Best
Pete Best, angleški bobnar, 24. november 1941, Madras, Britanska Indija.
Bil je prvi bobnar skupine The Beatles med letoma 1960 in 1962. Po prvem snemanju leta 1962 je bil odpuščen iz skupine, nadomestil ga je Ringo Starr. Po tistem je deloval v več lokalnih skupinah, nato pa se je zaposlil kot uradnik in prenehal z glasbenim udejstvovanjem. Šele 20 let kasneje, konec 1980. let, je ustanovil skupino Pete Best Band, s katero zdaj koncertira in snema.